# Bernard Botte
Bernard Botte OSB (* 22. Oktober 1893 in Charleroi; † 14. März 1980 in Löwen) war ein belgischer Liturgiewissenschaftler und Patrologe.

## Leben
Er war Mönch der Abbaye du Mont-César und von 1956 bis 1964 erster Direktor des Institut Supérieur de Liturgie in Paris.
Über den Gedanken der bischöflichen Kollegialität als eine der „tragenden Säulen der Ekklesiologie des Zweiten Vatikanums“ schrieb Joseph Ratzinger: „Wenn ich recht sehe, war der erste, der ihn deutlich formuliert und damit die Tür für das Konzil in diesem Punkt geöffnet hat, der belgische Liturgiewissenschaftler Bernard Botte.“
Bottes Rekonstruktionsversuch der Traditio Apostolica, der in der Liturgiereform des Zweiten Vatikanischen Konzils „schon fast kanonischen Rang erzielt hatte“, ist inzwischen demontiert worden.

## Schriften (Auswahl)
- Les origines de la Noél et de l'Épiphanie. Étude historique. Louvain 1932, OCLC 955852455.
- Le mouvement liturgique. Témoignage et souvenirs. Paris 1982, ISBN 2-7189-0003-2.
- La tradition apostolique de Saint Hippolyte. Essai de reconstitution. Münster 1989, ISBN 3-402-03360-7.
- Ambroise de Milan: Des sacrements. Des mystères. Paris 1994, ISBN 2-204-01635-7.